# Lobón el Argivo
Lobón el Argivo o de Argos (en griego Λόβων) fue un peculiar escritor de biografías natural de Argos (Grecia) del siglo III o II a. C.
Escribió un libro titutlado Περὶ ποιητῶν (Sobre los poetas), del que se conservan muy pocos fragmentos. Se refieren a esta obra Diógenes Laercio (1.34-35 y 112) y la Vida de Sófocles. Lo peculiar de su obra es que atribuye a varios escritories obras que no escribieron, como una Teogonía a Aristeo o tragedias a Píndaro.

## Ediciones
- Varios autores: Poesía helenística menor (Poesía framentaria). Introducción, traducción y notas José A. Martín García. Madrid: Editorial Gredos, Biblioteca Clásica Gredos (n.º 193), pp. 289-298. ISBN 978-84-249-3225-1.